# Enrico Dandolo (sommergibile 1938)
L'Enrico Dandolo è stato un sommergibile della Regia Marina.

## Storia
Fu assegnato al II Gruppo Sommergibili di Napoli dove fu adibito all'addestramento dal 1938 al 1940.
Il 13 giugno 1940 (al comando del capitano di corvetta Riccardo Boris) individuò una squadra francese formata dagli incrociatori La Galissonnière, Jean de Vienne e Marseillaise e dai cacciatorpediniere Le Brestois e Le Boulonnais, attaccandola con il lancio di due siluri nonostante fosse stato frattanto avvistato e bombardato da due ricognitori lanciati proprio dalle navi francesi: le armi, dirette contro il Jean De Vienne, mancarono il bersaglio per una manovra evasiva della nave.
Svolse alcune altre infruttuose missioni mediterranee e ne fu poi disposto l'invio in Atlantico.
Il sommergibile partì da La Spezia a metà agosto 1940 e il 16 passò lo stretto di Gibilterra, raggiungendo poi il proprio settore d'operazioni, situato fra le Azzorre e la Spagna. Nella serata del 21 agosto silurò o cannoneggiò la nave cisterna olandese Hermes (3768 tsl), che non fu finita perché, essendo inclinata ed essendo stata abbandonata dall'equipaggio, fu ritenuta ormai in agonia: in realtà più tardi l'equipaggio risalì sulla nave e riuscì a condurla a Lisbona. Cinque giorni dopo colpì con un siluro il piroscafo britannico Ilvington Court (5187 tsl) che trasportava minerale di ferro: la nave colò a picco in circa dieci minuti. Il 10 settembre il Dandolo arrivò a Bordeaux, sede della base italiana di Betasom.
Il 12 ottobre salpò da Bordeaux per la seconda missione, diretto al largo dell'Irlanda; otto giorni dopo individuò un mercantile senza poterlo attaccare, causa il mare mosso; per le condizioni meteomarine il sommergibile non riuscì ad attaccare nessuna nave e rientrò a Bordeaux il 15 novembre.
Il 24 gennaio 1941 partì per la terza missione, da svolgersi nelle acque scozzesi; una settimana dopo incontrò la nave cisterna inglese Pizzarro (1367 tsl), che affondò con due siluri. Dal 2 al 18 febbraio pattugliò la zona assegnata e si avviò poi sulla rotta di rientro, giungendo in porto il 23 febbraio (il giorno precedente aveva schivato con la manovra due siluri lanciati da un sommergibile nei pressi dell'estuario della Gironda). 
Il 9 aprile fu inviato a ovest dello stretto di Gibilterra, giungendovi cinque giorni dopo; due giorni dopo individuò una corazzata e due cacciatorpediniere che non poté attaccare per la distanza e la velocità delle navi. Colpito da una seria avaria il 22 aprile, intraprese la rotta di rientro e cinque giorni dopo arrivò alla base.
Il 19 giugno 1941 lasciò Bordeaux per rientrare in Mediterraneo ma dovette subito tornare in porto per un guasto; effettuate le riparazioni, ripartì il 26 e, dopo l'attraversamento dello stretto di Gibilterra (avvenuto il 2 luglio), arrivò a Napoli il 7 luglio 1941.
Il comando del sommergibile passò poi al tenente di vascello Walter Auconi; dopo una infruttuosa missione al largo della Tunisia, svoltasi in luglio, il 23 settembre il Dandolo fu inviato a sud/sudovest di Ibiza ad attaccare la flotta inglese impegnata nell'operazione «Halberd» (si trattava dell'invio di un convoglio di rifornimenti a Malta), ma quando tre giorni dopo arrivò nel settore d'agguato, le unità britanniche erano già passate; le avvistò poi mentre erano sulla rotta di ritorno, il 30 settembre, ma non poté attaccare. 
Il 2 (o il 4) novembre 1941 intercettò la nave cisterna francese Tarn (4220 tsl), cui fu ordinato di fermarsi; la nave aprì invece il fuoco con le proprie artiglierie cui risposero quelle del Dandolo, che lanciò anche quattro siluri: colpita da un siluro e da vari proiettili, la Tarn si appruò e fu giudicata ormai agonizzante, ma riuscì in seguito a proseguire e ad arrivare ad Algeri. Sei giorni dopo il sommergibile avvistò il piroscafo spagnolo Castillo de Oropesa (6600 tsl) che non era munito di contrassegni che ne indicassero l'appartenenza ad una nazione neutrale, quindi lo affondò colpendolo con un siluro.
In dicembre compì una missione di trasporto di 4 tonnellate di carburante e 32 di provviste a Derna, scampando anche ad un attacco aereo.
Il comando passò poi al capitano di corvetta Alberto Campanella. Il 21 luglio 1942 lanciò quattro siluri contro la portaerei HMS Eagle, dovendosi immergere subito perché uno dei cacciatorpediniere della scorta intendeva speronarlo; furono uditi due scoppi (ma la nave non fu colpita) e il Dandolo subì poi un forte bombardamento con cariche di profondità che gli arrecò gravi danni, obbligandolo a tornare in porto.
Fece parte dello sbarramento di sommergibili italiani nella Battaglia di mezzo agosto: il 12 agosto, avvistato il convoglio britannico, si avvicinò per attaccarlo, ma fu scoperto e subì caccia con bombe di profondità, dovendo ritirarsi con gravi danni.
Il 27 novembre 1942 (con il tenente di vascello Giacomo Scano come nuovo comandante) entrò nella rada di Philippeville e lanciò due siluri contro altrettante corvette, mancandole.
Il 1º gennaio 1943 avvistò un trasporto di grandi dimensioni a nord di Bougie; a causa delle manovre delle due unità di scorta dovette lanciare quattro siluri da 2500 metri, senza riuscire a colpire.
Il 25 aprile dello stesso anno fu bersagliato con tre siluri, nei pressi di Cap de Fer, da un altro sommergibile; riuscì comunque a schivarli.
Alle 2.57 del 16 luglio 1943, al comando del tenente di vascello Aldo Turcio, avvistò due incrociatori e quattro cacciatorpediniere inglesi a circa trenta miglia da Siracusa e lanciò quattro siluri da 2000 metri, colpendo l'incrociatore leggero HMS Cleopatra e dovendosi poi allontanare a causa dell'inizio della caccia antisommergibile; la nave britannica ebbe 23 morti e gravi danni: rimase a Malta sino ad ottobre per le riparazioni provvisorie ed effettuò quelle più approfondite negli Stati Uniti, potendo tornare in servizio solo nel novembre 1944.
L'indomani il sommergibile fu attaccato da un aereo mentre navigava ad una ventina di miglia da Catania: nonostante la reazione delle mitragliere di bordo (che danneggiarono gravemente il velivolo) fu colpito da due bombe, mentre altre due si conficcarono nello scafo e non esplosero; il Dandolo dovette riparare a Crotone.
All'armistizio era in cantiere a Taranto; terminati i lavori, nel febbraio 1944 venne mandato alle Bermuda dove fu impiegato per esercitazioni antisommergibili alleate, con base a New London e in seguito a Guantanamo.
Tornato in Italia nel dicembre 1945, fu radiato il 1º febbraio 1948 (secondo altre fonti il 18 ottobre 1946, ma è probabile che sia stata fatta confusione con la data del disarmo) e demolito nel 1949.
Nel solo Mediterraneo il Dandolo aveva svolto 18 missioni offensivo-esplorative, 15 di trasferimento ed una di trasporto, per un totale di 26.198 miglia percorse in superficie e 4034 in immersione.